# Giovanni Battista De Rolandis
Giovanni Battista Gaetano De Rolandis detto "Zuanin" (Castell'Alfero, 24 giugno 1774 – Bologna, 23 aprile 1796) è stato un patriota italiano.

## Biografia

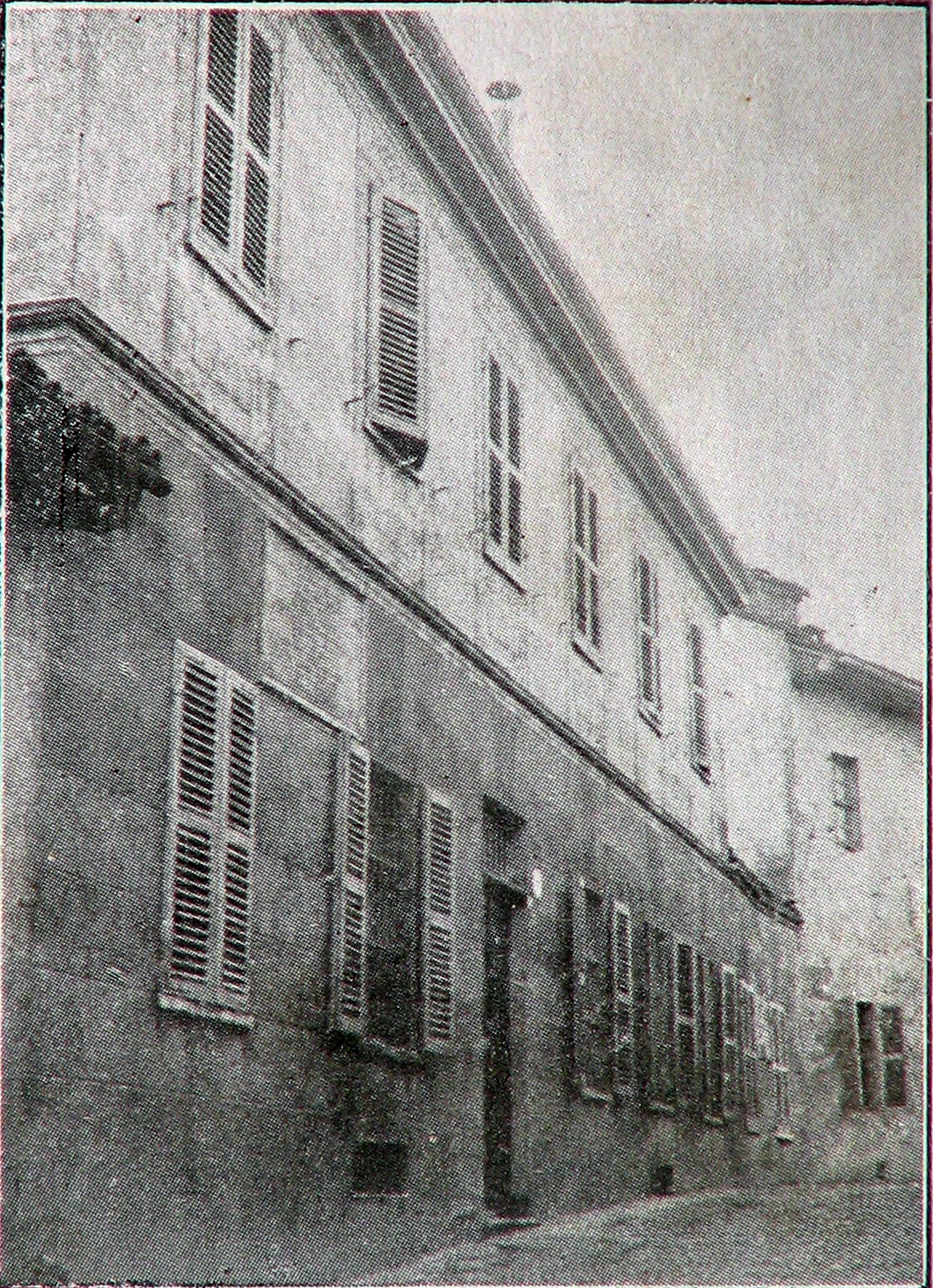
Casa natale di De Rolandis a Castell'Alfero.

Giovanni Battista Maria Gaetano De Rolandis nacque a Castell'Alfero nell'Astigiano il 24 giugno 1774 da una famiglia aristocratica radicata nel territorio e nota già nel Cinquecento.
Il padre, Giuseppe Maria Antonio De Rolandis (laureatosi a Parigi) svolgeva gratuitamente la professione di "medico dei poveri", la madre Rosa Bussolotti proveniva da Portacomaro. Era il penultimo di otto fratelli. Il maggiore, Antonio Maria, era dottore, assistente del protomedico Argenta, aveva effettuato la vaccinazione antivaiolosa a tutti i componenti di casa Savoia ospitati nel castello di Govone d'Alba. I conti De Rolandis erano imparentati con gli Alfieri di Sostegno (ai quali apparteneva l'architetto Benedetto Alfieri di Cortemilia), i Giobert di Mongardino, gli Amico di Castell'Alfero ed i Morata di Milano.
Giovanni Battista frequentò l'Accademia Militare di Torino (1789) dove era apprezzato spadaccino, ma in seguito alle notizie di truppe francesi ammassate sulla dorsale delle Alpi piemontesi, la madre, temendo una guerra, lo allontanò da Torino e lo iscrisse col fratello Luigi al Seminario di Asti (1791), fondato e diretto dal vescovo Paolo Maurizio Caissotti, noto per le sue idee innovatrici umanitarie, tanto che da quello stesso istituto nacquero figure altamente filantropiche come Don Bosco, Giuseppe Benedetto Cottolengo, Giuseppe Allamano.
In seguito ad una sua vivace protesta su come venivano alloggiati i servi, e come erano assegnate le indulgenze, fu allontanato, anche se promettente negli studi. La mamma, rimasta vedova, si confidò col cugino conte Carlo Luigi Amico, ministro plenipotenziario dei Savoia a Napoli, e questi si adoperò perché fosse accolto presso il Collegio Piemontese "La Viola" di Bologna e fosse iscritto alla facoltà di teologia di quella università.

## L'incontro con Luigi Zamboni
Magro, capelli ricci, il viso simpatico e sorridente, a Bologna venne chiamato Zuanin ossia "Giovannino" . Qui ebbe come educatore ed insegnante di letteratura l'abate Giuseppe Compagnoni, allora religioso devoto, accanito ricercatore, timidissimo, tanto che pur essendone autore, firmò con lo pseudonimo "Liofilo" una corposa enciclopedia. Seguì il corso di educazione teologica di Ambrogio di San Nicolò degli Albari tenuto all'Università "Alma Mater" e qui incontrò Luigi Zamboni, laureando in legge, dal carattere focoso, irrequieto, buon parlatore.
Zamboni si diceva entusiasta della Rivoluzione Francese e contestava l'assolutismo del Governo Pontificio bolognese. Nel 1790 aveva diffuso alcuni manifesti firmandoli "Parte del Popolo". In essi "invitava i cittadini felsinei ad insorgere per acquisire l'antica libertà". Era in contatto con il sedicente Abate Bauset. Costui in realtà era Antoine Christophe Saliceti, commissario del governo francese, fondatore di quel servizio di "intelligence" voluto da Napoleone per pianificare la sua discesa nella pianura padana.
Il Saliceti era solito accompagnarsi con l'avvocato genovese Benedetto Francesco Boselli, esponente della Massoneria ligure, nonno di Clara Boselli che agli inizi del Novecento sposerà il senatore Giovanni Agnelli, fondatore della Fiat.
Parlavano della necessità di abbattere l'ancièn régime e di portare in Italia i principi democratici dei moti parigini.
Sul finire del 1792 Zamboni lasciò Bologna e raggiunse a Marsiglia il Commissario Saliceti e lo stesso avvocato Boselli. Entrambi lo presentarono come persona fidata al generale Alexandre Renoux, comandante dell'Armata del Reno. Arruolato col grado di "porte drapeau" (porta insegna) nelle file francesi, Zamboni accettò l'incarico di recarsi a Roma per spiare la consistenza militare di papa Pio VI, Giovanni Angelo Braschi.

## L'"Isola della Libertà"
La nave che li trasportava, la "Feluca Tirrena", attraccò all'Isola di San Pietro in Sardegna dove un gruppo di corsi animati dal qui esiliato Filippo Buonarroti, nipote del grande Michelangelo, avevano occupato la cittadella nominando Carloforte "Isola della Libertà" e promulgando una Costituzione stilarono un "Piano per il governo di una Repubblica". L'"Isola della Libertà" durò quattro mesi, e molti militari francesi si accasarono con le giovani carlofortine.
Zamboni, sotto il nome fittizio di Luigi Rinaldi proseguì per Roma, si arruolò nell'esercito pontificio, ed assolse il compito che gli era stato assegnato, annotando la consistenza dell'armamento di Pio VI. Tornò quindi in Romagna e riferì al Saliceti. A Bologna, nel "Caffè degli Stelloni", centro di fermento politico e culturale, si incontrava col De Rolandis. Tra i due nacque una profonda amicizia suggellata dalle comuni idee innovatrici. Convinsero altri studenti ad unirsi e come simbolo del loro movimento idearono una coccarda tricolore ad ispirazione di quella parigina.

## Il piano d'azione
Le idee rivoluzionarie e riformatrici dello Zamboni fecero proseliti stimolando la popolazione felsinea alla sollevazione contro il governo pontificio dello Stato della Chiesa, accusato di crudele assolutismo imposto con l'appoggio della Santa Inquisizione.
Si unirono subito i medici Pietro Gavasetti, Angelo Sassoli, e Tomaso Bambozzi di Ancona, docenti all'Università bolognese. Poi aderirono altri studenti e gente del popolo. Ai primi di settembre del 1794 Zamboni espose il suo piano al Commissario di Napoleone Cristoforo Saliceti. Secondo quanto illustrarono, l'azione militare doveva interessare diversi punti della città. Il disegno aveva lo scopo di scuotere dalla rassegnazione i cittadini che, esasperati, avrebbero certamente dato man forte ai patrioti. Il progetto consisteva nei seguenti punti risolutivi:
- Gettar bombe incendiarie in alcuni punti della città; principalmente "...alli palazzi delle persone più odiose al popolo"
- La sera stabilita, radunare in via Galliera angolo via Strazzacappe, presso l'abitazione dello Zamboni, un numero considerevole di persone disposte a raggiungere il Palazzo del Governo, sorprendere la guardia svizzera, sequestrare il legato pontificio, aprire le carceri, impadronirsi dell'armeria, suonare la campana dell'orologio chiamando a raccolta più gente possibile per circondare le due caserme della città
- Riunire il Senato d'urgenza per far approvare le nuove disposizioni del governo repubblicano.

Di fronte a tanta determinazione il commissario Christophe Saliceti fornì alcune armi, denaro, e carte toponomastiche. Zamboni contraccambiò la fiducia consegnandogli l'elenco dei cospiratori scritto in codice, lo stesso codice cifrato che il Saliceti usava per corrispondere con Napoleone. Gli diede anche un testo scritto dal De Rolandis dal titolo "Teorema per il buon governo di una Repubblica" assai simile a quello già esposto a Carloforte da Filippo Buonarroti e che sarà presentato da quest'ultimo a Parigi nel corso della "Cospirazione degli eguali", fucina della filosofia politica comunistica contro la proprietà ed il Direttorio, ripresa da François Noèl Babeuf e Darthé.
In un incontro successivo De Rolandis e Zamboni comunicarono agli emissari francesi che la sollevazione era stata stabilita per il 16 settembre. Saliceti giunse immediatamente a Bologna, e con severità stroncò ogni entusiasmo. A nome del governo francese rimproverò ai due studenti di non aver raccolto denari sufficienti per comprare l'appoggio dei cittadini indecisi, e suggerì di attendere la primavera successiva quando le truppe di Napoleone avrebbero valicato le Alpi per invadere l'Italia. Saliceti ribadì che invece della sollevazione, servivano proteste di malcontento popolare, al fine di dare pretesto per un intervento dell'esercito rivoluzionario comandato da Bonaparte.
De Rolandis e Zamboni accolsero queste indicazioni come un vero affronto al loro slancio patriottico e decisero di tentare ugualmente la sollevazione senza aiuto esterno. Secondo alcuni storici italiani e francesi è a questo punto che i due tolsero dalla coccarda la banda azzurra tipicamente parigina, e la sostituirono con il verde della speranza. Loro stessi motivarono questa decisione affermando: ".. per non far da scimia alla Francia…".
I tre colori avevano comunque il medesimo significato allegorico di "Giustizia Eguaglianza Libertà". Va aggiunto che il bianco ed il rosso sono i colori di Bologna e di Asti, patria dei due martiri, ed il verde è comune segno simbolico di speranza.

## La sollevazione

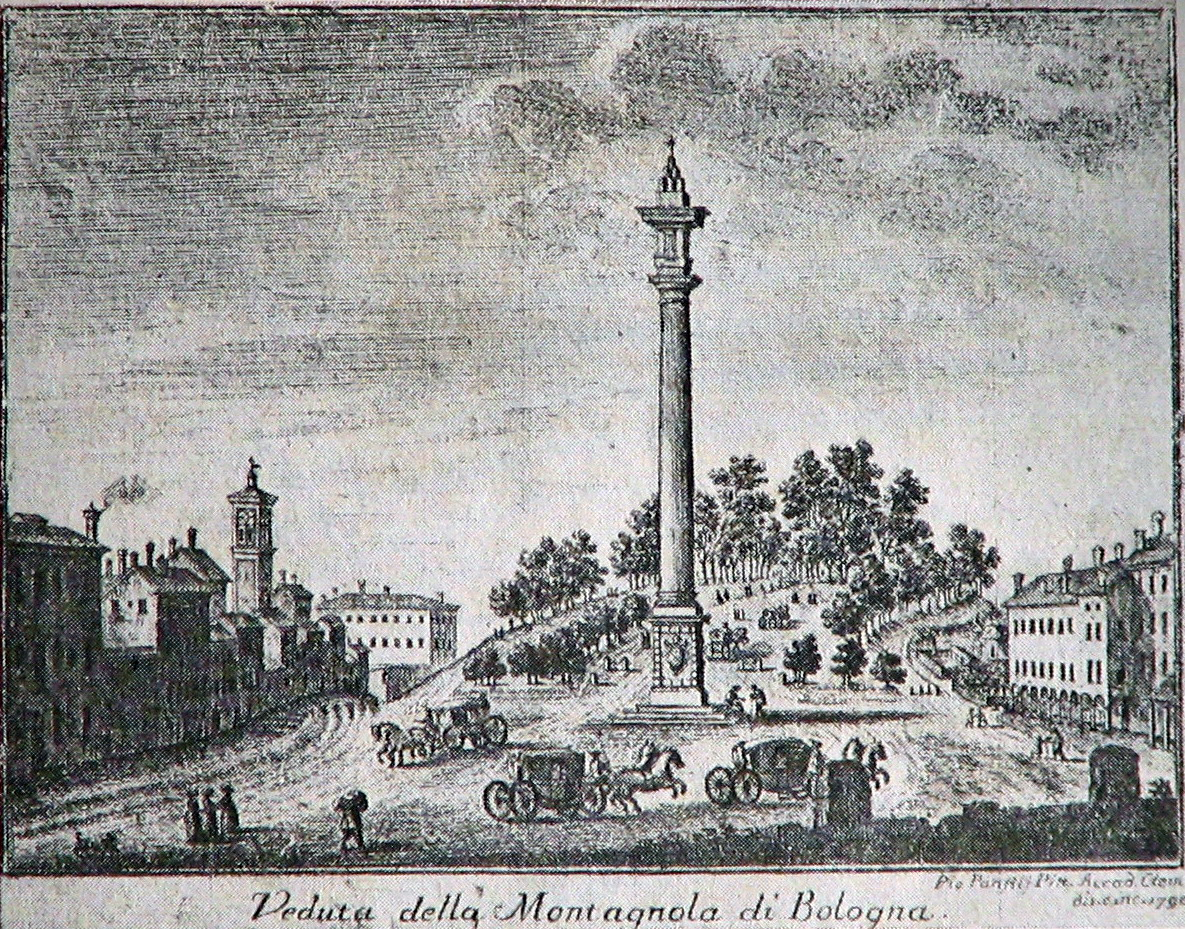
La montagnola di Bologna.

I preparativi per la sollevazione, prevista per il 16 settembre, vennero però bruscamente frustrati dall'indicazione del governo francese di attendere la primavera successiva, visto che i rivoluzionari bolognesi erano a corto di fondi e di uomini ed i francesi non conoscevano a fondo gli umori e gli animi della città.
Lo Zamboni e il de Rolandis accolsero queste indicazioni come un vero affronto al loro slancio patriottico e decisero così di tentare la sollevazione senza aiuto esterno.
Quando tutto pareva ormai predisposto, il 12 novembre, forse traditi da qualche compagno, pervenne una denuncia al cardinale di Bologna Giovanni Andrea Archetti che autorizzò una perquisizione presso il collegio "La Viola". Ma tutto il materiale rivoluzionario era presso la casa di Zamboni e così l'azione dei gendarmi non portò alla luce nessuna cospirazione.
Il giorno dopo, 13 novembre, i rivoluzionari si radunarono presso la casa di Luigi Zamboni: erano rimasti una decina. Erano tristi, abbattuti, pieni di timore per eventuali ritorsioni da parte del potere. Brigida Zamboni, la mamma di Luigi, distribuì biscotti che in suo onore vennero chiamati "brigidini". Sua sorella Barbara Borghi versò vino caldo. Sulla città imperversava un temporale, lampeggiava e grandinava. Uscirono ugualmente, ai pochi passanti consegnarono una coccarda tricolore ed uno dei cinquanta volantini che Zuanin aveva scritto a mano inneggiando alla libertà.
Inseguiti dalle guardie tutti fuggirono, Zamboni e De Rolandis verso il Granducato di Toscana. Raggiunsero fradici l'osteria del Covigliaio oltre il confine, sicuri di essere in salvo. Non furono le guardie della polizia pontificia a fare irruzione nel locale e ad arrestare i fuggitivi anche se si trovavano in una zona di extraterritorialità, come qualcuno scrive ancor oggi; in realtà, stando alle cronache dell'epoca, la cattura venne effettuata dalla guardia granducale, messa sull'avviso dalla polizia bolognese. Zamboni e De Rolandis furono incarcerati prima a Firenzuola, poi consegnati alla polizia pontificia sul ponte delle confine, in località Le Filigare, portati a Monghidoro, poco lontano dal confine, e dopo un sommario interrogatorio trasportati a Bologna il 3 dicembre davanti al bargello Amedeo Bellotti.

## Di fronte al Tribunale dell'inquisizione

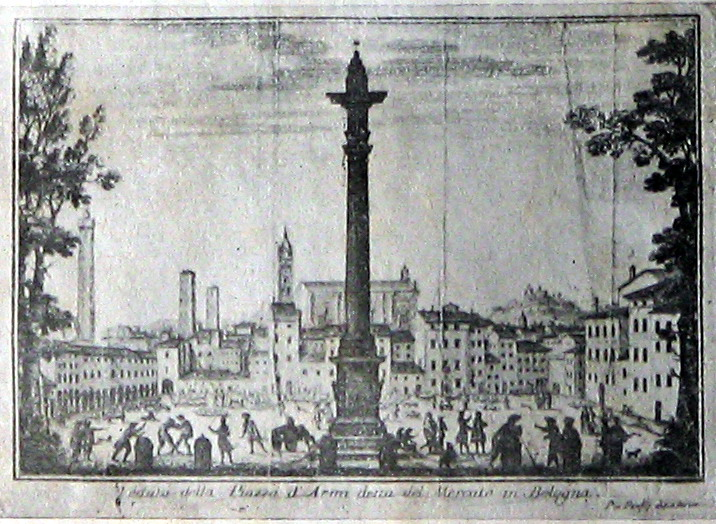
Piazza d'Armi a Bologna, con la colonna dove vennero esposte le ceneri di De Rolandis e Zamboni.

Qui iniziò uno dei più truci processi intentati a Bologna dal "Santo Uffizio" condotto da Federico Pistrucci chiamato dal popolo "La mano sinistra del maligno", sotto la regia del cardinale Segretario di Stato, lo spagnolo Xaverio de Zelada.
Luigi Zamboni non sopportò le torture e le angherie, e nella notte tra il 17 ed il 18 agosto 1795 il giovane venne trovato impiccato nell'angusta cella del Torrone (oggi palazzo comunale di Bologna).
Anche gli altri studenti vennero arrestati, e fu messo ai ceppi pure l'anziano padre di Luigi, che nulla sapeva né del complotto né della tragica morte del figlio. Malarico e continuamente febbricitante morì sei mesi dopo. La mamma e la zia dello Zamboni, Brigida e Barbara Borghi, furono rinchiuse nella fortezza di San Leo, accanto alla cella di Alessandro Balsamo conte di Cagliostro.
Nonostante la strenua difesa dell'avvocato Antonio Aldini (nipote dello scienziato Luigi Galvani) il Tribunale dell'inquisizione sottopose Giovanni Battista De Rolandis a quattordici interrogatori preceduti e seguiti da torture disumane. Il Segretario di Stato di Pio VI, de Zelada, voleva conoscere quali erano i rapporti che gli arrestati avevano avuto coi francesi, le intenzioni del Direttorio di Parigi e se Napoleone era intenzionato a requisire i beni della Chiesa come era accaduto nel nord Europa. "Zuanin" mantenne il silenzio. Davanti al carnefice si presentò col Vangelo tra le mani. Fu ucciso sulla forca della Montagnola il 23 aprile 1796 all'età di 21 anni.

## Il dibattito degli studiosi sulla coccarda

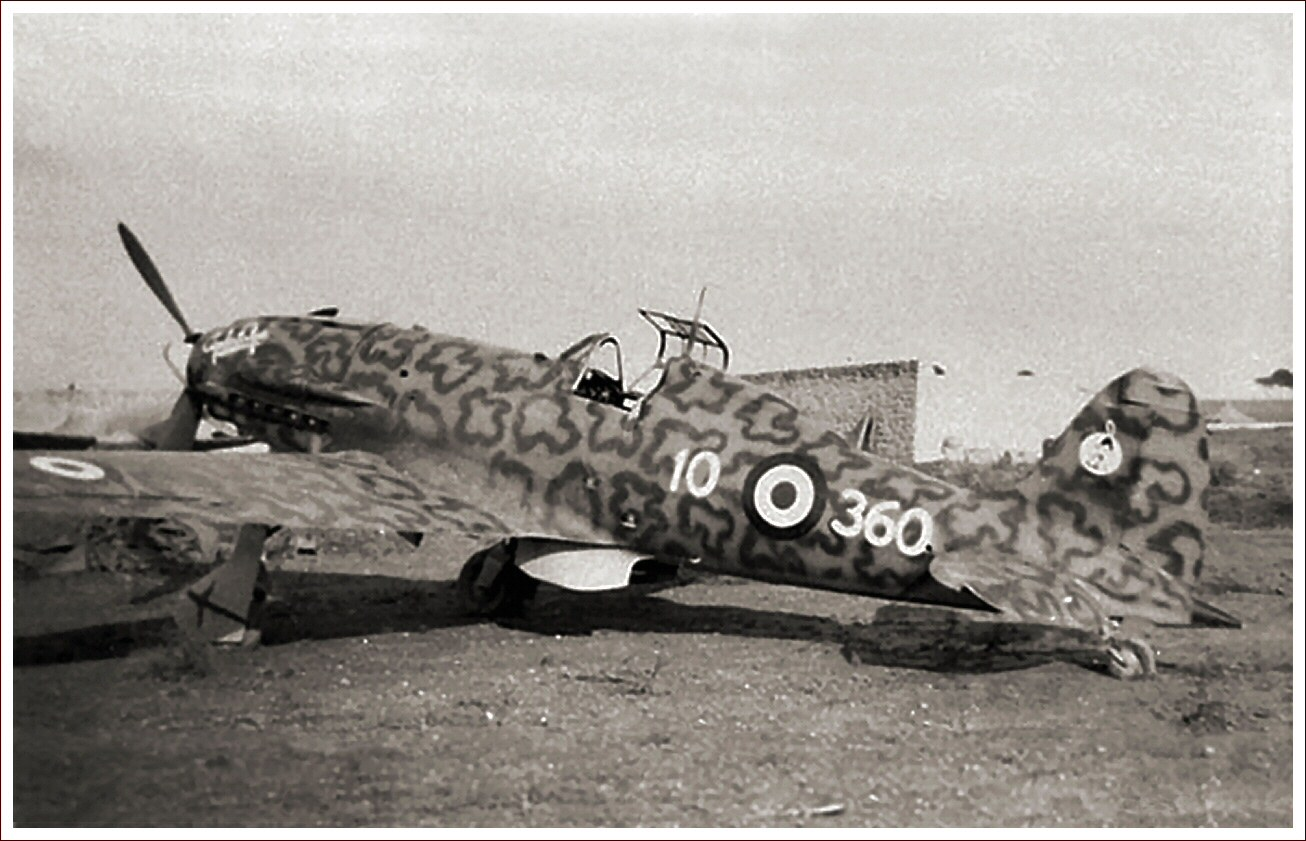
Un Macchi M.C.202 con coccarda tricolore sulla fusoliera

Il tentativo dello Zamboni e del De Rolandis, sia per la poca notorietà delle persone coinvolte che per lo scarso successo avuto, non ebbe subito grande eco, ma un particolare l'avrebbe reso famoso: l'ipotesi, che cominciò a circolare negli anni successivi, che in esso erano contenuti i colori nazionali italiani. Il primo ad attribuire questo merito a Zamboni e De Rolandis fu Giuseppe Ricciardi, che nel suo Martirologio italiano dal 1792 al 1847, testo edito nel 1860, ricostruisce il tentativo di insurrezione, dichiarando che:
(Giuseppe Ricciardi)

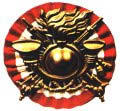
Il fregio da parata dei bersaglieri, che è basato su una coccarda italiana tricolore

La notizia, secondo quanto dichiarato dal Ricciardi, gli era stata fornita a Londra da un testimone oculare dell'avvenimento precisando, in una lettera diretta ad Augusto Aglebert, di averla avuta «nel 1837 da un vecchio esule italiano parente del giudice inquisitore» del processo Zamboni-De Rolandis. Questa affermazione, passata quasi inosservata, fu ripresa nell'opuscolo dell'Aglebert pubblicato nel 1862 avente come titolo I primi martiri della libertà italiana e l'origine della bandiera tricolore o congiura e morte di Luigi Zamboni di Bologna e Gio. Battista De Rolandis di Castel d'Alfero presso Asti tra da documenti autentici e narrata da Augusto Aglebert. In questa opera l'Aglebert afferma che dagli atti del processo risulta che furono lo Zamboni e i suoi complici a creare «il palladio della libertà popolare e che a Bologna torna l'onore di aver data all'Italia il vessillo tricolore immortale dell'emancipata nazione», riportando le parole pronunciate dallo Zamboni nel proporre ai suoi compagni la nuova bandiera.
Gli studi che sostengono che la coccarda bolognese fosse realmente formata dai tre colori nazionali italiani si basano anche sulle testimonianze, al processo che coinvolse De Rolandis, di una delle donne che lavorò alla fabbricazione delle coccarde, Gertrude Nazzari, che confermò di aver ricevuto:
(Gertrude Nazzari)

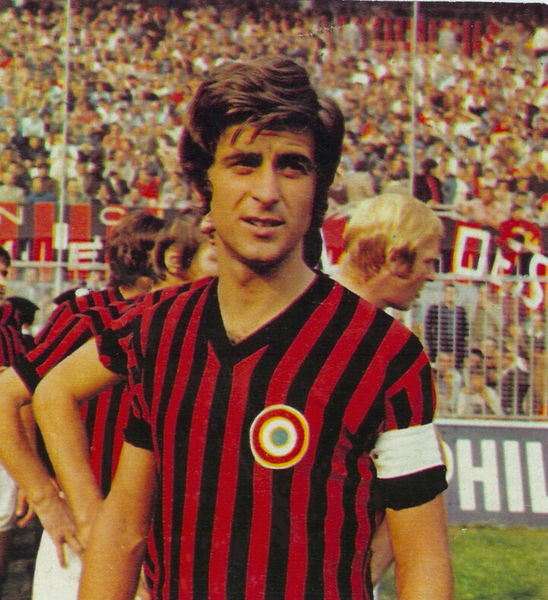
Gianni Rivera, calciatore del, con la coccarda tricolore appuntata sulla maglia

La madre di Zamboni confermò poi la presenza dei tre colori nella coccarda. Questa tesi per la quale la coccarda portata da De Rolandis e Zamboni avesse portato i colori nazionali è anche basata sul fatto che la coccarda bolognese, ispirata alle ideologie politiche della Rivoluzione francese, fosse stata volutamente cucita con la banda verde al posto del turchino per distinguerne chiaramente l'origine ed il simbolismo nazionale, oltre che il significato allegorico intrinseco, ovvero "giustizia, uguaglianza e libertà", concetti dichiarati esplicitamente da Giovanni Battista de Rolandis durante il secondo interrogatorio sostenuto davanti al tribunale dell'Inquisizione.
La tesi per la quale nella coccarda bolognese fossero contenuti i colori nazionali italiani fu dichiarata infondata, a dispetto dell'opinione generale, da Vittorio Fiorini: infatti (a differenza di quanto dichiarato dall'Aglebert) il Fiorini, negli atti relativi al processo, non trovò traccia della scelta dei colori verde, bianco e rosso quale simbolo della tentata insurrezione ma identificò, sui documenti, solo i colori dello stemma di Bologna, ovvero il bianco e il rosso, visto che il verde venne aggiunto sotto forma di fodera e quindi, secondo questa ipotesi, non volutamente:
(Vittorio Fiorini)

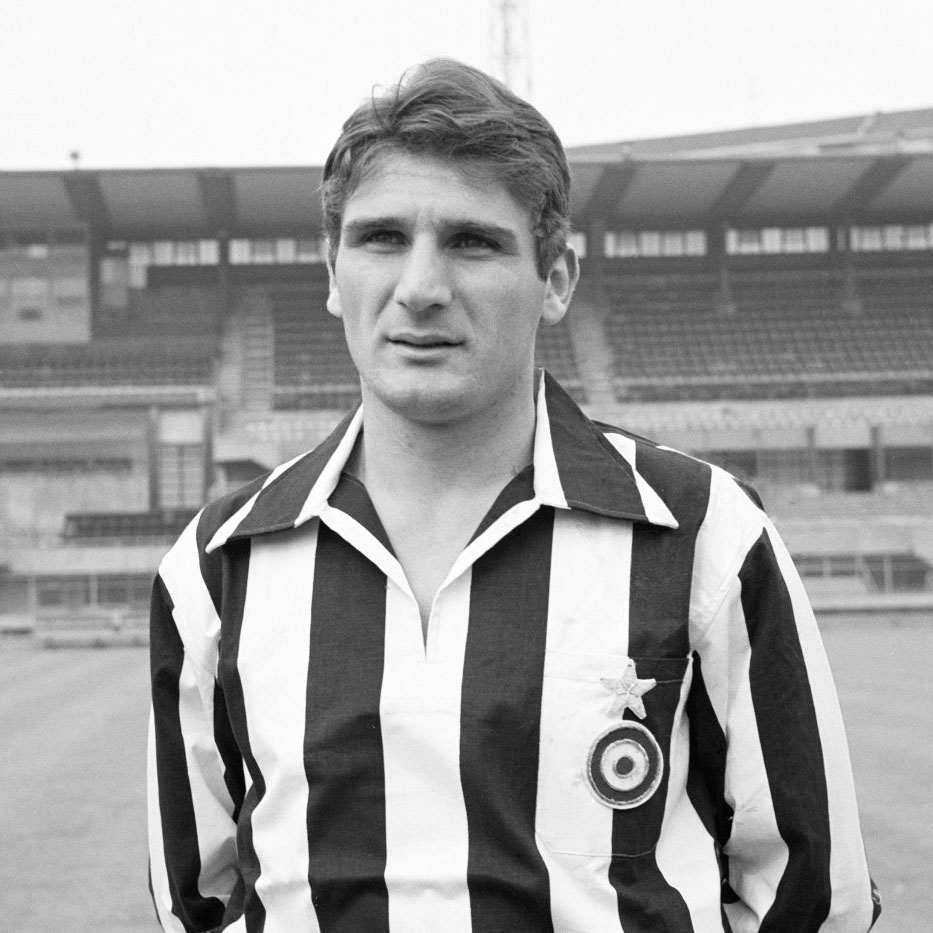
Il calciatore italiano Gianfranco Leoncini alla Juventus nella stagione 1965-1966 con la coccarda appunta sulla maglia

L'ipotesi che a Bologna non fossero comparsi i tre colori nazionali è sposata anche da studi più recenti, che nella fattispecie sono stati compiuti da Umberto Marcelli e poi da Marco Poli. La congettura che sostiene che i tre colori utilizzati a Bologna non fossero quelli nazionali, dato che mancava il verde, aggiunto a parer loro non volutamente, si basa su quanto dichiarato dallo stesso Zamboni, durante il suo tentativo di difesa alle insistenze del magistrato Pistrucci per sapere se nelle coccarde fosse invece contenuto il color turchino (l'azzurro della bandiera francese):
(Luigi Zamboni)
La consegna di una di queste coccarde da parte dell'avvocato difensore Antonio Aldini alla famiglia De Rolandis è riportata nell'opera Origine del Tricolore di Ito De Rolandis; questa coccarda (presente sulla copertina dell'opera) si presenta come un tricolore verde-bianco-rosso, anche se lo stesso autore riporta in un'altra pagina che l'avvocato Aldini, durante l'inutile tentativo di salvare la vita a Giovanni Battista De Rolandis, avesse affermato durante il processo che le coccarde:
(Antonio Aldini)

## Cronologia sull'origine del tricolore italiano
- 13-14 novembre 1794 (24 brumaio anno III) - Bologna. Insurrezione di De Rolandis e Zamboni. Diffusione di manifestini e consegna di coccarde verdi bianche rosse.
- 18 maggio 1796 (29 fiorile anno IV) - Milano. Napoleone consegna alla "Guardia nazionale" uno stendardo con i colori verde bianco e rosso.
- 12 giugno 1796 (24 pratile anno IV) - Romagna. Bonaparte è accolto con bandiere e coccarde tricolori.
- 19 giugno 1796 domenica (1 messidoro anno IV) - Bologna. Bonaparte è festeggiato dalla popolazione con coccarde e vessilli. Il generale ordina la liberazione di tutti i prigionieri politici e che le ceneri di De Rolandis e Zamboni vengano onorate.
- 20 giugno 1796 (2 messidoro anno IV) - Bologna. Napoleone convoca il cardinale Legato Ippolito Vincenti, lo rimprovera per l'ignobile processo a De Rolandis e Zamboni e gli dà tre ore di tempo per andarsene.
- 22 giugno 1796 (4 messidoro anno IV) - Bologna. Napoleone elogia pubblicamente l'avvocato Antonio Aldini e lo chiama al Governo della Provincia.
- 5 luglio 1796 (17 messidoro anno IV) - Roma. Pio VI invita clero e cattolici a riconoscere la Repubblica ed il valore simbolico della coccarda.
- 9 ottobre 1796 (19 vendemmiaio anno V) - Milano. Napoleone consegna alla Legione Lombarda una bandiera tricolore con la stessa composizione delle coccarde della congiura De Rolandis e Zamboni.
- 11 ottobre 1796 (20 vendemmiaio anno V) - Milano. Napoleone affronta la questione del Tricolore nella storica lettera archiviata al numero 988 del volume "Nuovo epistolario" conservata a Parigi. Essa è indirizzata al Direttorio ed è vergata di proprio pugno. Nello scritto Bonaparte precisa perché per i colori nazionali della bandiera per la "Legione lombarda" ha scelto il verde, il bianco e il rosso.[14] Il capoverso inizia con:

Il documento continua con un ordine diretto ad Antoine Christophe Saliceti. Comanda: 
 Il Bonaparte ritiene che ciò sia compito del servizio segreto coordinato dal Saliceti stesso. Saliceti ha perso gli uomini che potevano aiutarlo in questa azione (De Rolandis, Zamboni, e gli altri studenti) ma secondo Napoleone egli deve ugualmente portare avanti l'operazione.
Essendo quella del Saliceti un'operazione segreta è evidente che Napoleone non nomina De Rolandis e Zamboni, ma dice semplicemente "ils", ossia quelli, "quei due". Un riferimento preciso un tal senso lo si trova nella lettera che De Rolandis, in fuga verso Covigliaio, manda a monsignor Campacci, direttore del Collegio della "Viola". Il giovane studente è spiaciuto di ciò che è accaduto. Il Campacci era molto ben voluto dai convittori. E "Zuanìn" gli domanda scusa. Ormai è consapevole del fallimento dell'iniziativa, ed aggiunge riferendosi all'abate Bausset ossia ad Antoine Christophe Saliceti: 
 Ecco uno stralcio del brano in questione:
Vous y trouverez l'organisation de la légion lombarde. Les couleurs nationales qu'ils ont adoptées sont le vert, le blanc et le rouge.

Parmi les officiers il ya beaucoup de Français; les autres sont des officiers italiens qui, depuis plusieurs année, se battent aver nous à l'armée d'Italie. Le chef de brigade est un nommé La Hoz, Milanais: il était aide de camp du général La Harpe; je l'avrais pris aver moi; il est connu des représentant qui ont été a l'armé d'Italie...

Vous trouverez ci-joint un manuscripte de l'organisation que je compte donner à la première légion italienne, A cet effet, j'ai écrit aux commissaires du Governement pour les gouvernant de Bologne, de Modena, de Reggio et de Ferrare aient à se réunir en congrès: cela se fera le 23, Je n'outblie rien de ce qui peut donner de l'energie è cette immense population et tourner les esprits en notre faveur, La Lègion Lombarde sera soldée, habilée, équipée par les Milanais, Pour subvenir à cette dépense, il foudra les autoriser à prendre l'argenterie del églises, ce qui vient à peu près à un million...»
(Tratto da "Correspondance de Napoléon I... op.cit; Parigi, 1859, vol II, n. 1085)
- 17 ottobre 1796 (26 vendemmiaio anno V) Modena. Il Tricolore viene riconosciuto dalla Confederazione Cispadana, presieduta dall'avvocato Antonio Aldini, il difensore di De Rolandis, prossimo ad essere nominato Primo Ministro di Napoleone.
- 18 ottobre 1796 (27 vendemmiaio anno V) Bologna. La Congregazione dei magistrati e deputati aggiunti delibera che i colori per un vessillo nazionale debba essere verde bianco e rosso. Dice testualmente il documento interessato:

(Archivio di Stato di Bologna, Archivio napoleonico, I, Senato provvisorio, Atti dell'Assunteria di magistrati, b. 5, c. 542 “Bandiera con i colori nazionali” e sgg., 10 maggio 1796 - 30 ottobre 1796.)
È il primo vero atto in cui si decreta il vessillo nazionale, è datato il 18 ottobre 1796 ed è stato redatto dalla massima autorità in quel momento storico, ossia il Senato provvisorio di Bologna.

In questo stesso giorno a Modena si costituisce la Confederazione Cispadana con l'avvocato Antonio Aldini come presidente. 
 È ripetuto.
Dopo quello di Modena il secondo congresso tenuto dai deputati della Confederazione cispadana (Bologna, Ferrara, Modena e Reggio) si tenne a Reggio Emilia dal 27 dicembre 1796 al 9 gennaio 1797, allo scopo di sostituire l'autorità della Confederazione (che aveva un carattere puramente militare) con uno Stato unitario, esteso possibilmente alla Lombardia. Presenti 109 deputati su 110, nominati con elezione a triplice grado. Questa è considerata la prima assembra elettiva del Risorgimento. Nella compagine prevalse la corrente moderata repubblicana. Il 30 dicembre l'assemblea nominò la Repubblica Cispadana una ed indivisibile. Il 7 gennaio si affrontò il problema della bandiera.
- 6 gennaio 1797 (17 nevoso anno V) - Bologna. Manifestazione per onorare i due martiri.
- 7 gennaio 1797 (18 nevoso anno V) - Reggio Emilia. I parlamentari di Bologna, Ferrara, Modena, Reggio Emilia guidati dall'avvocato Antonio Aldini, riuniti in Municipio in quella che sarà chiamata "Sala del Tricolore" votano una mozione affinché

(Il verbale della seduta è scritto da Giuseppe Compagnoni, in veste di segretario.)
- 21 gennaio 1797 (2 piovoso anno V) - Modena. Il Tricolore è decretato vessillo di Stato. Fatto ricordato da una lapide affissa cent'anni dopo al Palazzo Ducale il 21 gennaio 1897. È scritto:

- 19 febbraio 1797 (1 ventoso anno V). Tolentino. Con l'armistizio di Bologna prima e con il trattato di Tolentino poi, viene tolta al potere temporale dei papi, e, come avevano auspicato Zamboni e De Rolandis, acquista una libertà propria, indipendente.
- 7 gennaio 1798 (18 nevoso anno VI) - Bologna. Con una cerimonia trionfale di coccarde tricolori vengono onorate le urne con le ceneri di De Rolandis e Zamboni issate sulla colonna della libertà. Vie e piazze di tutta la città sono imbandierate. Viene collocata una lapide sulla casa di Zamboni dove nel retrobottega di via Canton dei Fiori (posta a destra all'inizio dell'attuale via Indipendenza), la madre e la zia del martire prepararono coccarde e tracolle.

La Festa del Tricolore fu celebrata anche a Milano, Modena, Ferrara, e Reggio.

## La coccarda
Nell'estate del 1798 Antonio Aldini diretto a Parigi consegnò alla mamma di "Zuanin" (ignara di quanto fosse accaduto) la lettera d'addio che il giovane aveva scritto prima della condanna a morte, e la coccarda che aveva indossato durante la sommossa del novembre 1794. La coccarda originale del 1794 è conservata dagli eredi di Giovanni Battista De Rolandis.

## Commemorazioni

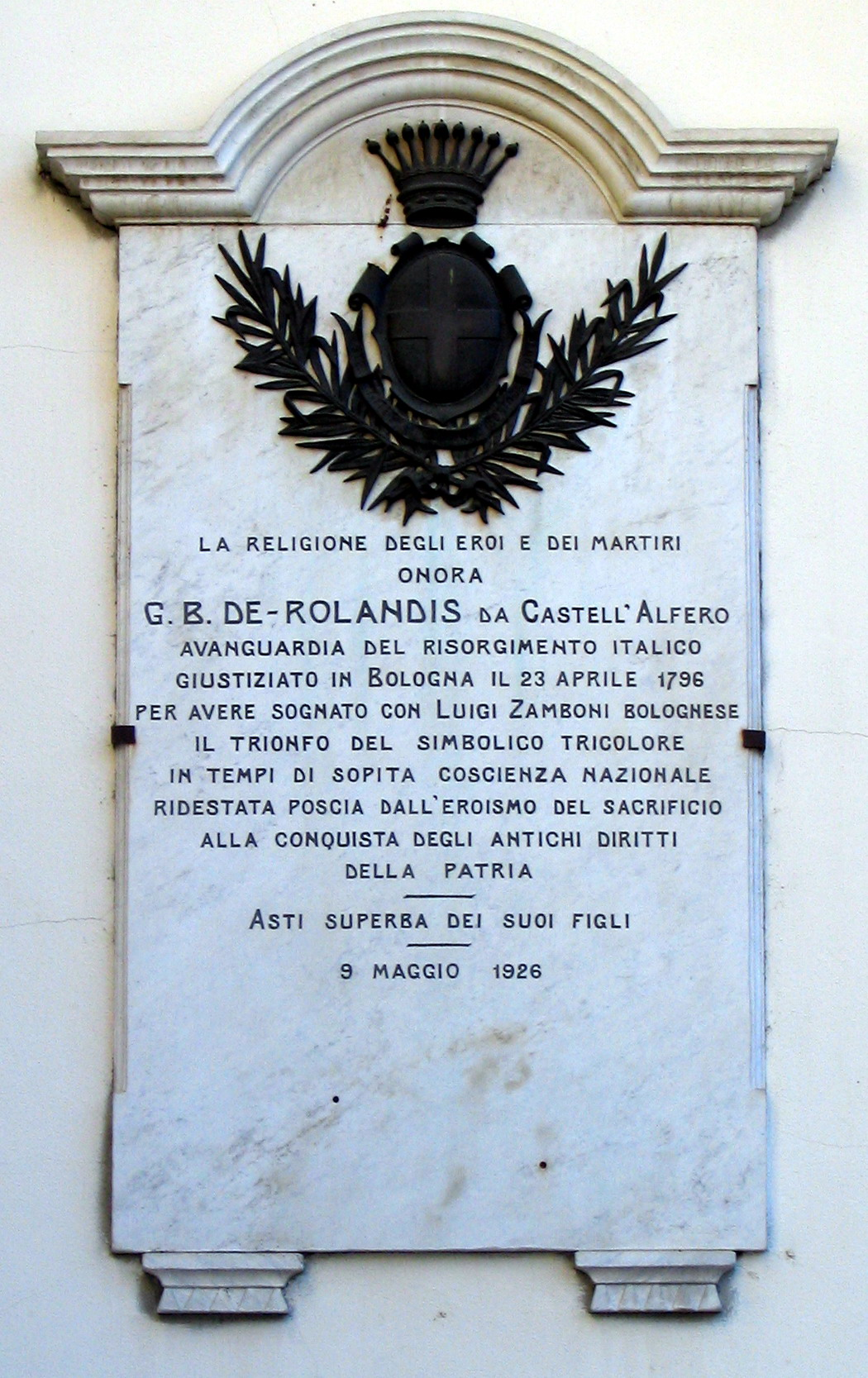
Lapide commemorativa a De Rolandis, facciata di palazzo civico di Asti

A Bologna, sulla casa che fu di Zamboni, una targa ricorda i tragici avvenimenti. Sulla targa è riportata la seguente iscrizione:
IN QUESTA CASA

LUIGI ZAMBONI BOLOGNESE

CON L'ASTIGIANO G.B.DE ROLANDIS

SOGNÒ LA LIBERTÀ

NE PREPARÒ E NE TENTÒ L'AVVENTO

MA TRADITO E CHIUSO IN CARCERE

PREFERÌ AL CAPESTRO DEL PAPA

QUELLO CHE EGLI STESSO SI FECE

E NELLA NOTTE TRA IL XVII E IL XVIII AGOSTO

MDCCXCV

GITTÒ LA VITA PER QUESTA NOVA ITALIA

CHE LO RICORDA PRECURSORE DÈ SUOI MARTIRI

CHE LO RICORDA PRECURSORE DE' SUOI MARTIRI
LA RELIGIONE DEGLI EROI E DEI MARTIRI

ONORA

G.B. DE ROLANDIS DI CASTELL'ALFERO

AVANGUARDIA DEL RISORGIMENTO ITALICO

GIUSTIZIATO IN BOLOGNA IL 23 APRILE 1796

PER AVER SOGNATO CON LUIGI ZAMBONI BOLOGNESE

IL TRIONFO DEL SIMBOLICO TRICOLORE

IN TEMPI DI SOPITA COSCIENZA NAZIONALE

RIDESTATA POSCIA DALL'EROISMO DEL SACRIFICIO

ALLA CONQUISTA DEGLI ANTICHI DIRITTI

DELLA PATRIA

ASTI SUPERBA DEI SUOI FIGLI

9 MAGGIO 1926